# 格雷厄姆·加德纳
格雷厄姆·加德纳（英語：Graham Gardiner，20世纪—），澳大利亚男子赛艇运动员。他曾代表澳大利亚参加世界赛艇锦标赛，获得二枚金牌，均来自男子轻量级四人单桨无舵手项目。